# Římská legie

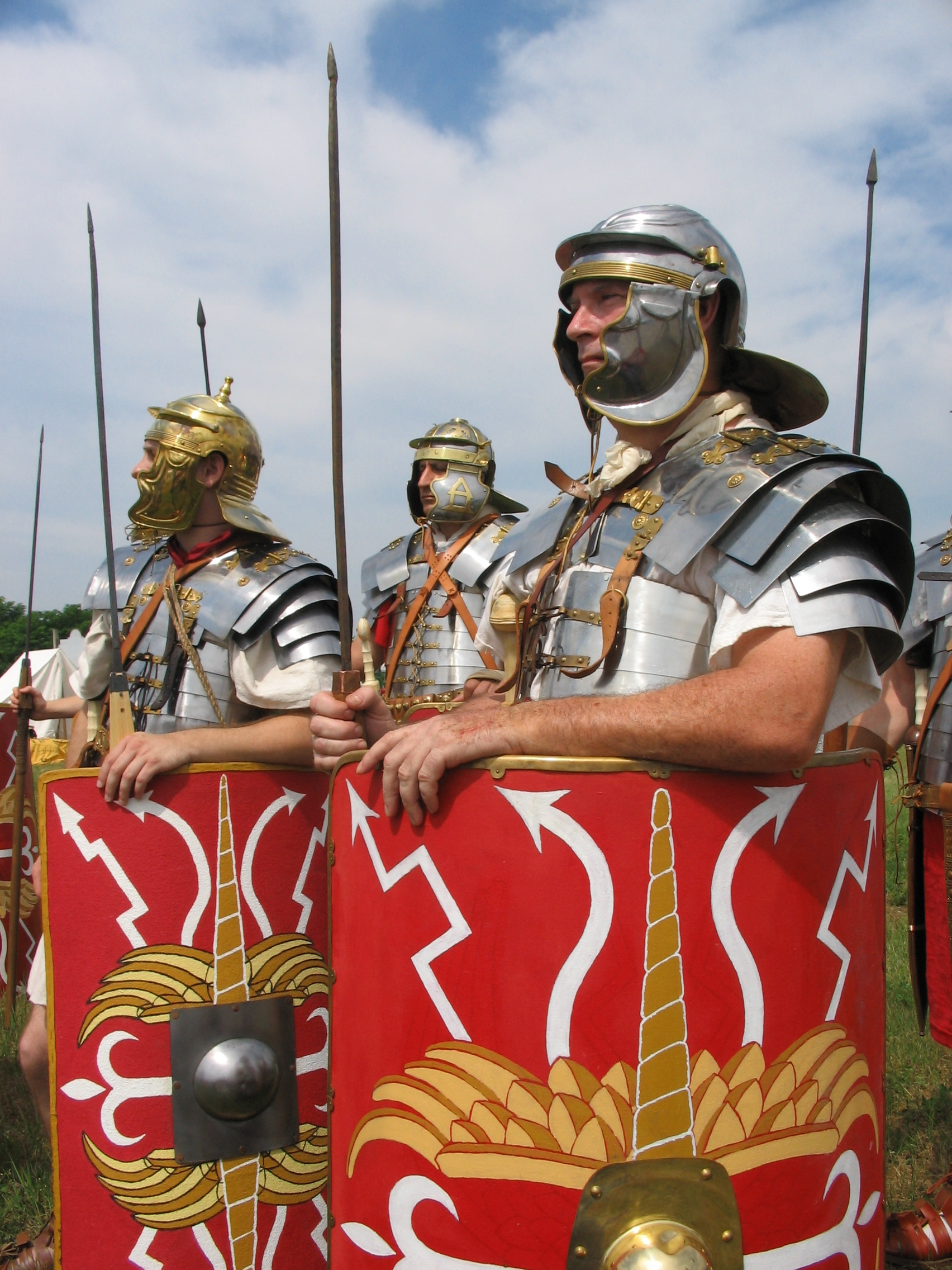
Moderní rekonstrukce římských legionářů s plátovou zbrojí (lorica segmentata)

Legie (z latinského slova legio „vojenské odvody“, což je odvozeno ze slova legere „vybírat“, „odvádět“, „shromažďovat“) je termín, jenž v širším smyslu označuje celé římské vojsko, případně v užším a běžnějším významu se jedná o základní vojenskou jednotku starověké římské armády. Její příslušníci se nazývali legionáři. Legie byla obvykle doprovázena jedním nebo více oddíly spojeneckých či pomocných sborů (auxilia), které nebyly tvořeny římskými občany a jež doplňovaly legionářskou těžkou pěchotu o jezdectvo, střelecké jednotky a oštěpaře.
Početní stav legie se v průběhu římských dějin různě proměňoval. Za římské republiky se skládala z asi 4200 legionářů a 300 jezdců, přičemž těžká pěchota byla rozdělena do manipulů po zhruba 120 mužích. Na počátku římského císařství měla přibližně 5200 legionářů, kteří byli uspořádáni do deseti kohort. První kohorta čítala 800 mužů, zatímco v ostatních devíti kohortách sloužilo po 480 mužích.
Až do Mariovy reformy, realizované kolem roku 107 př. n. l., nedisponovali Římané stálým vojskem. Legie byly proto svolávány v případě potřeby, načež byly opět rozpouštěny. V éře rané římské říše bylo podél hranic impéria rozmístěno zhruba 25 až 33 legií společně s pomocnými sbory. V důsledku římských vojenských úspěchů byla legie dlouho považována za nejlepší starověký vojenský útvar, za což vděčila své efektivnosti a flexibilitě, které spočívaly v dokonalejší výzbroji, výcviku a vyšší ukázněnosti jejích vojáků.

## Historický vývoj

### Římští králové
Stejně jako všechny údaje z doby římského království jsou i dostupné písemné doklady o počátcích římského vojenství značně kusé. Vznik legie spadá do poloviny 7. století př. n. l., kdy bylo římské vojsko organizováno podle řeckého a etruského vzoru do jediné linie falangy. Slovem legie se v tomto období označovala veškerá branná moc římského státu. Vojáci byli vyzbrojeni kopím a rozděleni do tří oddílů po tisíci mužích, jimž veleli vojenští tribuni (tribuni militum). K nim přináleželo 300 jezdců, takže celá římská armáda sestávala podle Livia z asi 3300 mužů. Do konce 5. století př. n. l. se tento počet přibližně zdvojnásobil. V legii povinně sloužili všichni občané mezi 17 a 46 lety. Starší muži do 60 let byli pověřováni střežením městských hradeb.
Někdy kolem poloviny 6. století př. n. l. prý král Servius Tullius provedl census – součet lidu a majetku. Na základě něho rozdělil veškeré branně schopné římské občany, kteří byli vlastníky půdy, do pěti tříd (classis) odstupňovaných podle velikosti majetku, neboť vojáci si sami opatřovali zbraně a vybavení. Tyto třídy byly dále uspořádány do setnin (centuriae) o sto mužích. Příslušníci nejbohatší, první třídy byli vybaveni jako řečtí hoplíté kopím, mečem, helmicí, bronzovým pancířem a kulatým štítem (latinsky clipeus, podobný řeckému štítu nazývanému aspiseus, případně hoplon). Méně majetní členové druhé a třetí třídy bojovali také jako kopiníci, nicméně jejich zbroj byla prostší, přičemž nosili větší štít oválného nebo obdélníkového tvaru. Vojáci čtvrté třídy si nemohli dovolit žádnou zbroj kromě malého štítu. Vyzbrojeni byli kopím nebo vrhali oštěpy. Z příslušníků páté třídy se rekrutovali prakovníci. Velitelé a jezdci byli vybíráni z předních občanů, kteří náleželi k jezdeckému stavu (equites). Z censu – a tedy i z vojenské povinnosti – byly vyloučeny nejchudší osoby (capute censi, případně proletarii).
Taktika se od té řecké nijak nelišila. V prvních čtyřech řadách pevně semknuté falangy stáli plně vyzbrojení těžkooděnci, následovaní dvěma řadami méně ozbrojených kopiníků z druhé a třetí třídy. Občané nejnižších tříd sloužili jako lehkooděnci, kteří v případě potřeby vyplňovali mezery ve falanze a protivníka znepokojovali vrháním oštěpů a kamenů.

### Republikánská legie

#### Občanská milice

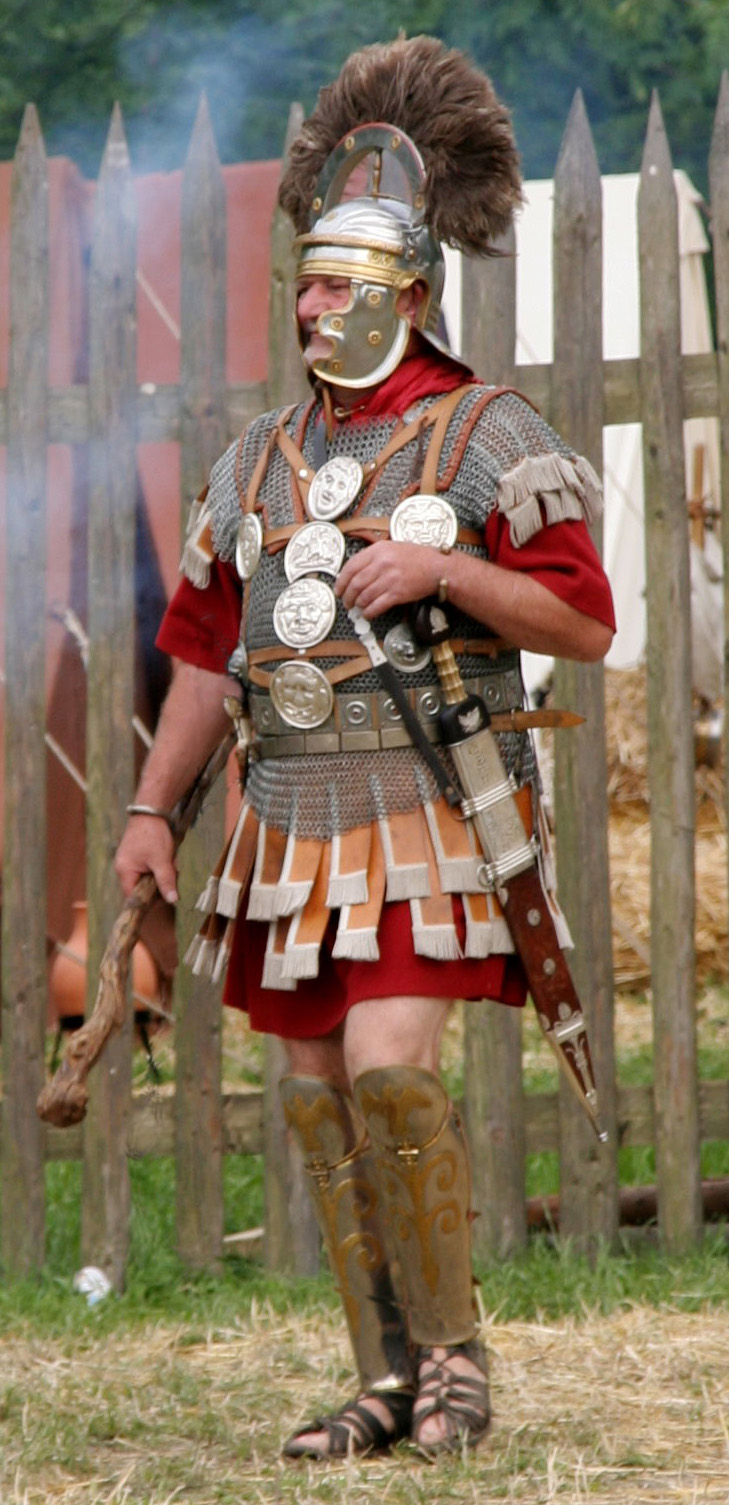
Centurio

V době po vypuzení etruských králů z Říma (kolem 509 př. n. l.) legie disponovala téměř 5000 muži, jejichž velením byl pověřován jeden z konzulů. Vzrůstající moc města v 5. a 4. století př. n. l. se projevila schopností Římanů stavět do pole i více legií najednou. Ke každé z nich byl navíc přiřazován stejně početný sbor latinských či italických spojenců (socii). Legie i se spojenci tudíž čítala kolem 9000 mužů. K odvodům byli nadále povoláváni pouze jedinci disponující určitým majetkem, jelikož se vycházelo z předpokladu, že jen dostatečně movití občané oplývají patřičně vysokou morálkou a mají opravdový zájem na obraně státu. V nezbytných případech se ale Římané nebránili ani povolávání otroků.
Koncept občanské milice, strukturované podle množství majetku jejích příslušníků, byl v průběhu 4. století př. n. l. postupně doplněn o důraz na věk a zkušenosti jednotlivých vojáků. Tato inovace je připisována Marcu Furiu Camillovi, jenž zavedl žold a jako první ponechával legionáře v poli nepřetržitě několik let. Ke změnám římského vojska však docházelo spíše vlivem pozvolného vývoje než na základě jednorázových, převratných reforem. K nejzásadnější proměně legie v období rané republiky patrně došlo během samnitských válek. Ty se odehrávaly v obtížném, kopcovitém terénu, pro těžkopádnou falangu nevhodném. Potřeba vyšší pružnosti a pohyblivosti měla za následek transformaci rozestavení legie v útvar buňkového typu, sestávajícího z manipulů. Manipulový systém se v pozdějších taženích výborně osvědčil proti řecké a makedonské falanze. Reorganizovaná legie se skládala z lehkooděnců (velites) a jízdy (equites), ovšem její jádro tvořily tři typy těžkooděnců (hastati, principes a triarii), jejichž manipuly na bojišti nastupovaly v tzv. trojřadý šik (acies triplex).
- Velites byli lehkooděnci odvádění z nejméně majetných občanů, kteří si nedokázali pořídit řádnou výzbroj. Jejich primární funkcí bylo napadat a zneklidňovat nepřátele, případně krýt pohyb spolubojovníků. V raných dobách se uplatňovali také jako průzkumníci. Velites byli umisťováni před těžkooděnce v čelo bitevní sestavy, odkud nepřátelské řady zasypávali oštěpy a kde se účastnili menších šarvátek. Po odhození oštěpů a přiblížení nepřátel se stahovali za hastaty. Velmi důležití byli při obraně před válečnými slony. Vyšší mobilita a lehčí vyzbrojení jim umožňovaly snáze se slonům vyhnout a napadat je z boku nebo z týlu. Právě vrhání oštěpů do boků slonů představovalo účinnou taktiku jejich eliminace. Velites byli ozbrojeni několika lehkými oštěpy nazývanými hastae velitaris (odtud jejich název) a krátkým mečem podobným tomu, jaký používali těžkooděnci. Jejich zbroj sestávala z pokrývky hlavy potažené vlčí kůží a malého kulatého štítu. Rorarii, předchůdci velites, bojovali jako prakovníci.

- Hastati tvořili první linii římské těžké pěchoty, jež se skládala z mladších a relativně méně zkušených občanů. Mezi jejich vybavení náležel kůží potažený dřevěný štít oválného tvaru (scutum), bronzová přilbice (galea) a bronzové náprsní brnění. Vzhledem ke svému bohatství si mohli dovolit i lépe chránící kroužkovou zbroj, která ale nebyla u tohoto typu těžkooděnců obvyklá. Hastati byli ozbrojeni dvěma dvoumetrovými oštěpy (pila, singulár pilum), které vrhali na nepřátele ze vzdálenosti asi deseti až dvaceti kroků, načež bojovali mečem (gladius) s čepelí o délce přibližně 60 centimetrů. Jejich helmice zdobily purpurové nebo černé chocholy z peří, jež hastaty činily fyzicky vyššími, čímž měly protivníkům nahánět hrůzu. Hastati se zapojovali do bitvy jako první. Jestliže se situace nevyvíjela pro Římany příznivě nebo si vojáci potřebovali odpočinout, stáhli se za principes, kde se přeskupili, a potom znovu zasáhli do boje.

- Principes byli pokládáni za výkvět republikánské legie, neboť se nacházeli na vrcholu svých sil a pocházeli z bohatších tříd římské společnosti. Disponovali nejkvalitnějším vybavením, třebaže se od hastatů lišilo jen málo. Válčili stejnými zbraněmi a chránili se téměř totožnou výstrojí. Oproti hastatům se však odívali do kroužkové zbroje (lorica hamata). Vítězství v bitvě vojsko dosahovalo převážně jejich zásluhou. Ve střetnutí působili jako posily hastatů a později přebírali na svá bedra hlavní tíhu bitvy. Nepřátelé tak byli nejprve vyčerpáni bojem s méně zdatnými hastaty, aby na ně v další fázi zápasu udeřily čerstvé elitní síly Římanů.

- Triarii byli vystrojeni podobně jako hastati a principes. Způsobem válčení ovšem připomínali spíše řecké hoplíty než římskou těžkou pěchotu, jelikož namísto dvou oštěpů byli ozbrojeni asi 1,8 m dlouhým kopím (hasta), jež bylo jejich primární zbraní. Triarii byli obvykle nejstarší a nejzkušenější legionáři, kteří zasahovali v kritických momentech boje, případně aby odlišným vzezřením nahnali nepřátelům strach. Jestliže byly přední linie těžkooděnců donuceny k ústupu, triarii napřáhli kopí, nepřátelský nápor zadrželi a získali tak potřebný čas, aby se hastati a principes mohli zkonsolidovat. Triarii tedy fungovali jako poslední rezerva těžkooděnců. Latinské rčení „došlo až na triarie“ („rem ad triarios redisse“) se tudíž užívalo k vyjádření obzvláště svízelné situace.

- Equites (jezdci) byli vystrojeni obdobně jako hastati. Jejich hlavním úkolem bylo zajišťovat průzkum nebo stíhat prchající nepřátele. Sloužili rovněž jako rychle dostupná podpora ohrožených úseků bitevní linie, přičemž mohli sesednout z koní a zapojit se do boje jako pěšáci. Jízda někdy podnikala i údery do boku nepřátelského šiku, větší účinnosti ale bránil její omezený počet. Římané nebyli považováni za příliš zdatné jezdce, efektivnost římské jízdy stoupla teprve zařazováním spojenců.

Těžkooděnci byli rozděleni do manipulů, z nichž každý tvořily dvě centurie po 60 mužích (u triariů po 30 mužích), jimž velel centurio. Starší z obou centurionů byl zároveň velitelem manipulu. Setnina se dále skládala z 10 contubernií po šesti (později osmi) mužích. Manipuly tedy čítaly 120, resp. 60 legionářů. Manipul hastatů byl organizován do 6 řad s čelem o 20 mužích. Manipul principes měl vpředu pouze 12 mužů a hloubku 10 řad. Konečně manipul triarii měl stejnou hloubku jako principes, avšak šířku čela poloviční. V legii bylo celkem 10 manipulů hastatů, 10 manipulů principes a 10 manipulů triariů, k čemuž bylo přiřazeno 1200 velites. Počet vojáků v legii dosahoval asi 4000 až 5000 (optimálně 4200), jež doplňovalo zhruba 300 jezdců rozdělených do 10 eskadron (turmae). Mezi manipuly byly v každé ze tří linií ponechány mezery, které se uzavíraly roztažením příslušné linie, jakmile se dostala do kontaktu s nepřítelem. Mezi jednotlivými liniemi těžké pěchoty se nacházely mezery podstatně větší, o šířce zhruba 90 metrů, takže celá bitevní sestava připomínala šachovnici.
Až do začátku punských válek byla římská taktika poměrně jednoduchá. Většina bitev nabývala podoby frontálního střetnutí dvou mas vojáků, které se nesnažily protivníka zdolat uplatněním nějakého taktického prvku, nýbrž prostou silou zbraní. Římané byli odváděni do vojska v případě nutnosti, čímž byl ale znemožněn jakýkoli systematický výcvik. Pokoušet se o komplikovaný manévr s netrénovanými legionáři tedy představovalo příliš vysoké riziko. Teprve války s Pyrrhem a především s Kartáginci přiměly Římany ve 3. století př. n. l. přehodnotit dosavadní přístup a manévrování si osvojit. Za hlavní příčinu těchto změn lze pokládat drtivé porážky Římanů od Hannibala, jenž na bitevním poli mnohokrát prokázal znamenité taktické schopnosti. Římský vojevůdce Scipio Africanus se z těchto nezdarů poučil a podroboval vojáky soustavnému drilu. V boji se nespoléhal na pouhou kvantitativní převahu, nýbrž snažil se nepřítele vymanévrovat. Africanův příklad následovali i další římští velitelé.

#### Žoldnéřské vojsko

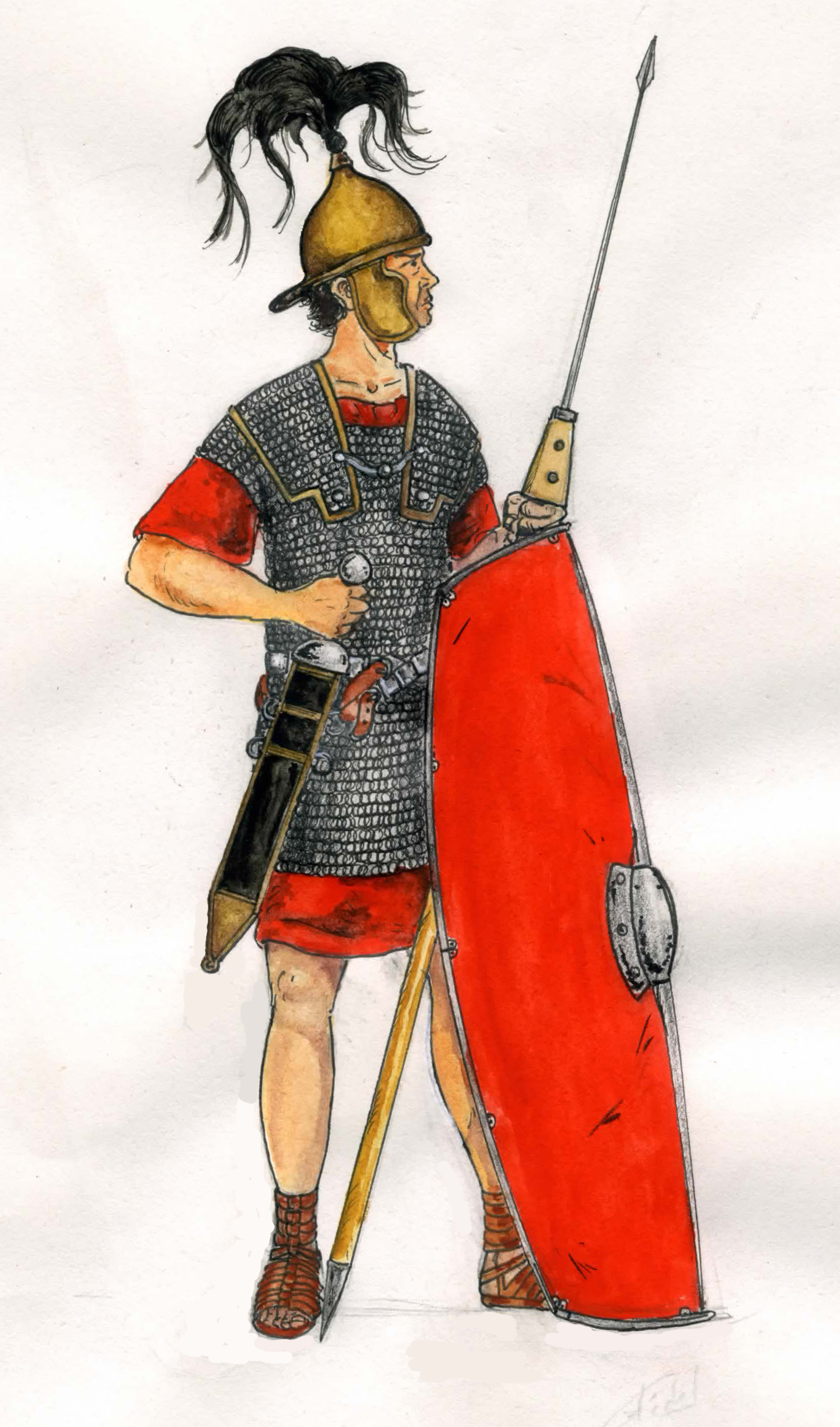
Kresba římského legionáře z 1. století př. n. l.

Nezměrné ztráty na počátku druhé punské války donutily Římany kolem roku 213 př. n. l. ke snížení spodní hranice censu. Tím byli do legií připuštěni i občané nedisponující pozemkovým vlastnictvím. Za republiky konali Římané vojenskou povinnost obvykle pouze po nezbytně dlouhou dobu několika měsíců, načež byli znovu propuštěni ke svým civilním povoláním. Tato praxe byla narušena ve druhé polovině 3. století př. n. l., kdy jednotliví vojáci museli sloužit nepřetržitě po celá desetiletí. Občané se nemohli věnovat obdělávání svých polností, což vedlo k jejich zchudnutí. Proces pozvolného poklesu počtu dostatečně majetných občanů pokračoval po celé 2. století př. n. l. Římská střední třída, z níž se rekrutovala stávající občanská milice, takřka vymizela, pročež v roce 123 př. n. l. opět poklesla dolní hranice censu. Římský stát byl nucen vyzbrojit legionáře na vlastní náklady, neboť ti už byli příliš chudí na to, aby si mohli dovolit uhradit své vybavení. Rozdíly mezi jednotlivými typy těžkooděnců se začaly stírat. V Polybiově době se zachovali triarii stále ještě jako specifický typ těžké pěchoty, ovšem hastati a principes byli již zcela identičtí. Nedostatek dostupných lidských sil současně vedl také ke zvyšování náboru spojenců.
Kvůli přetrvávajícím obtížím při provádění odvodů povolil konzul Gaius Marius v roce 107 př. n. l. vstup do vojska všem občanům, aniž hleděl na velikost jejich bohatství nebo sociální postavení. Následkem toho se působení v armádě stalo záležitostí výhradně nejnižších vrstev společnosti (capute censi). Na místo dosavadní občanské milice, shromažďované každoročními, sezónními nábory, vznikla profesionální žoldnéřská armáda, jejíž příslušníci vykonávali vojenské řemeslo jako povolání s pevně stanovenou dobou jejich služby. Tato profesionalizace byla nezbytná k zajištění stálých posádek ve vzdálených provinciích.
Odvody do legií byly od tohoto okamžiku založeny z větší části na principu dobrovolnosti. Legie pozdní republiky byly tvořeny téměř výlučně Římany, ačkoli výjimečně byly do nich vřazovány i osoby bez římského občanství. Důstojníci a velitelé byli i nadále vybíráni z římské aristokracie. Římané sice touto reformou získali stálé vojsko, v němž nalézala obživu nemajetná městská populace Říma a italští bezzemci, avšak loajalita legionářů se přenesla ze státu na vlastní velitele, jimž přísahali věrnost a od nichž dostávali žold. Jeho roční výše dosahovala v polovině 1. století př. n. l. 225 denárů. Vedle žoldu byla dalším zdrojem příjmu kořist uloupená během válečných tažení. Po odsloužení povinných šestnácti let byli veteráni zaopatřováni penězi (praemia) nebo přídělem půdy. Dosavadní rozdíly mezi hastaty, principes a triarii byly definitivně odstraněny zavedením jednotné standardní výzbroje, která byla identická s dřívější výzbrojí principes. Místo kroužkové zbroje (lorica hamata) se někdy užívalo i odolnější šupinové zbroje (lorica squamata). Jednotlivá označení druhů těžkooděnců byla sice zachována, avšak určovala pouze služební stáří vojáků. Legie se tedy stala homogenním útvarem tvořeným těžkou pěchotou.

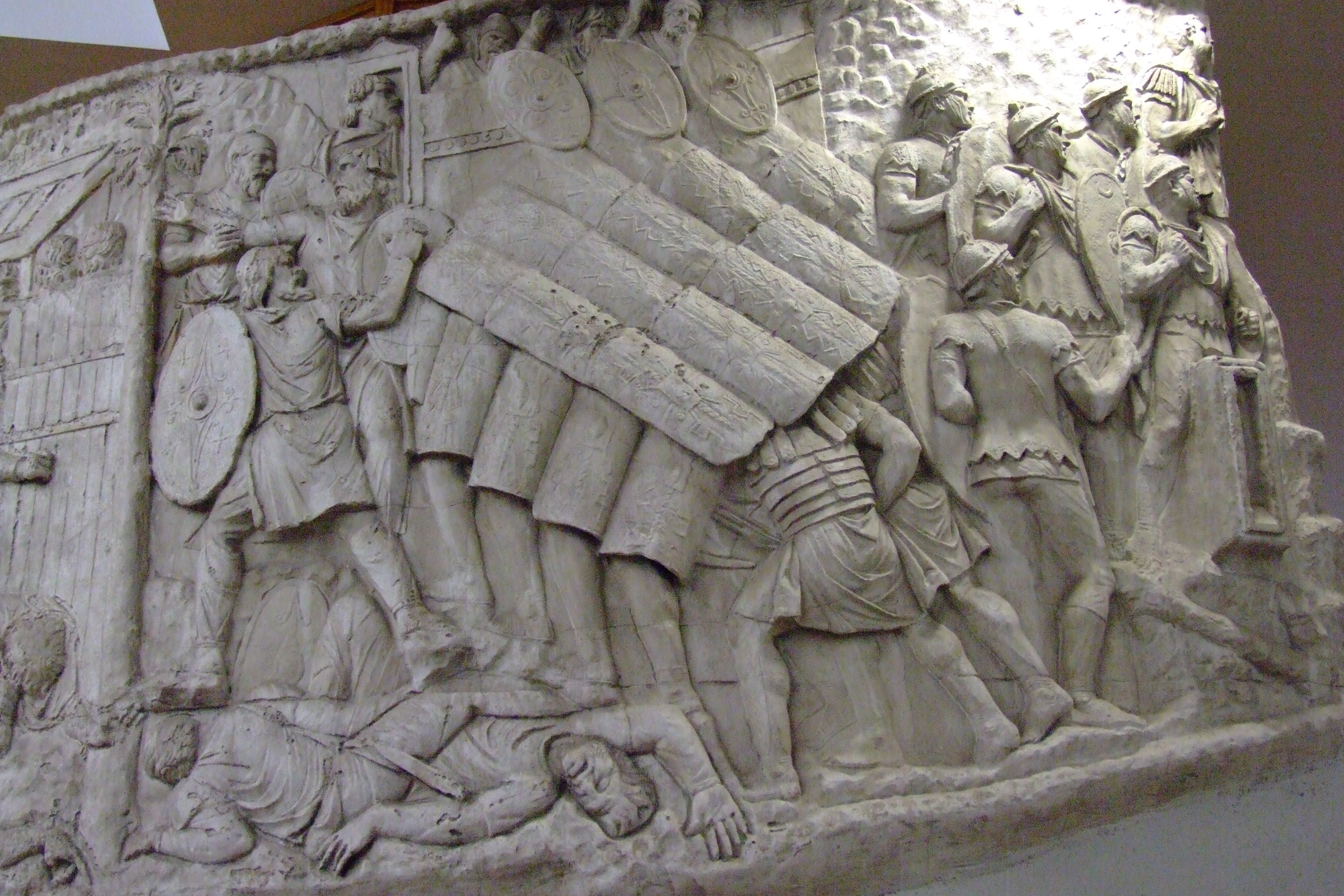
Legionáři ve formaci testudo (želva), výjev z Trajánova sloupu

Podstatnou součást Mariovy reformy představovala proměna vnitřní struktury legie, jejíž základní taktickou jednotkou se stala kohorta, sestávající z přibližně 480 mužů. Kohorta byla mnohem větším útvarem než manipul, který zůstal její organizační složkou, a byla rozdělena do šesti centurií po 80 mužích. Celkem deset kohort v každé legii se v bitvě zformovalo do tří linií, přičemž každá kohorta byla uspořádána do 8 až 10 řad s čelem o zhruba 50 mužích. Ke kohortám těžkooděnců byl přiřazován menší oddíl legionářské jízdy, čítající kolem 120 mužů. Legie rovněž zahrnovala oddělenou střeleckou jednotku o asi 60 mužích, kteří obsluhovali zařízení, jakými byly balisty, katapulty nebo onagery. Julius Caesar v polovině 1. století př. n. l. doplnil pravidelné legionářské jednotky o oddíly průzkumníků (exploratores) a zvědů (speculatores), kteří pronikali do ležení nepřátel. Celkový počet mužů v legii se pohyboval mezi 5000 až 6000, do čehož jsou zahrnuti i důstojníci a jejich pobočníci.
Ke každé legii byl pravidelně připojován přibližně stejně veliký kontingent pomocných vojsk (auxilia), jejichž příslušníci byli odváděni z řad obyvatel římského státu postrádajících římské občanství anebo cizinců. Dosavadní římští equites a velites byli nahrazeni oddíly spojenecké jízdy (alae) a lehkooděnci pomocných kohort (cohors auxiliae). Jezdectvo, které bylo rozmisťováno převážně na křídla bitevní sestavy, se skládalo ze spojenců hispánského, numidského, thráckého a později i galského a germánského původu. Spojenečtí pěšáci byli ozbrojeni nejčastěji luky, praky, vrhacími oštěpy nebo kopími. Římané se nebránili ani najímání cizích žoldnéřů, mezi nimiž se těšili výjimečné proslulosti krétští lučištníci a baleárští prakovníci.
Nepřetržitý tvrdý výcvik vojáků učinil z Mariovy legie jedinečnou vojenskou jednotku, jejíž zdatnosti, pevnosti, pružnosti a kázni se nevyrovnal žádný soupeř. Aby upevnil morálku mužstva, učinil Marius orla (aquila) společným emblémem legií, jenž měl symbolizovat věrnost, povinnost a hrdost vojáků. Legie byly doprovázeny vozatajstvem, složeným z více než 500 mezků. Protože ochrana tohoto trénu vojsko příliš zpomalovala, rozhodl Marius, že každý pěšák musel během pochodu nést na svých ramenou tolik vlastního vybavení, kolik jen unesl. Kromě výstroje a zbraní museli legionáři nosit také patnáct denních dávek potravin (frumentum), svůj osobní majetek a nářadí ke kopání s dvěma kůly ke stavbě polního tábora a palisády. Celkové břemeno každého vojáka vážilo asi 30 kilogramů, díky čemuž si legionáři vysloužili přezdívku „Mariovi mezci“. Tyto úpravy umožnily legiím pohybovat se nezávisle na jejich zásobovacím vozatajstvu, čímž se výrazně zvýšila pochodová rychlost.

### Legie za principátu

#### Rané císařství
Po skončení občanských válek redukoval Augustus z ekonomických a politických důvodů tehdejší enormní počet legií z více než 50 na 28, které byly rozloženy do vojenských táborů (castra) na hranicích římské říše. Legie a pomocné sbory byly Augustem doplněny o pretoriánskou gardu, elitní tělesnou stráž určenou k ochraně císaře, jež byla umístěna v Římě. Pro tentýž účel byly později vytvořeny ještě městské kohorty (cohortes urbanae). Za Traiana dosáhla velikost římské říše svého nejzazšího rozsahu. Jelikož armáda se nyní věnovala ochraně stávajících hranic, než jejich dalšímu rozšiřování, byly legie umisťovány do stálých táborů ve vybraných provinciích ke střežení systému pohraničních opevnění (Limes Romanus). Příležitostně byly sice přesunuty do místa probíhajícího konfliktu, většinou však z nich byly vydělovány jen menší detašované vojenské oddíly o síle jedné nebo dvou kohort a tyto tzv. vexilace (vexillationes) byly vysílány na rizikové úseky hranic.
Za principátu došlo ke změnám ve vybavení římských vojáků. Vedle běžně užívaných kroužkových a šupinových zbrojí se legionáři v 1. a 2. století odívali do plátové zbroje (lorica segmentata). Na hlavách nosili typické bronzové nebo železné galské helmice bez chocholu. Místo dřívějšího oválného štítu byl používán obdélníkový. Jezdci používali ke svému krytí lehčí kulatý štít (parma). Od počátku 2. století byl dosavadní krátký gladius vytlačován delším mečem nazývaným spatha, jenž byl určen spíše k sekání než k bodání. Tento meč si již dříve osvojilo jezdectvo a některé pomocné sbory.

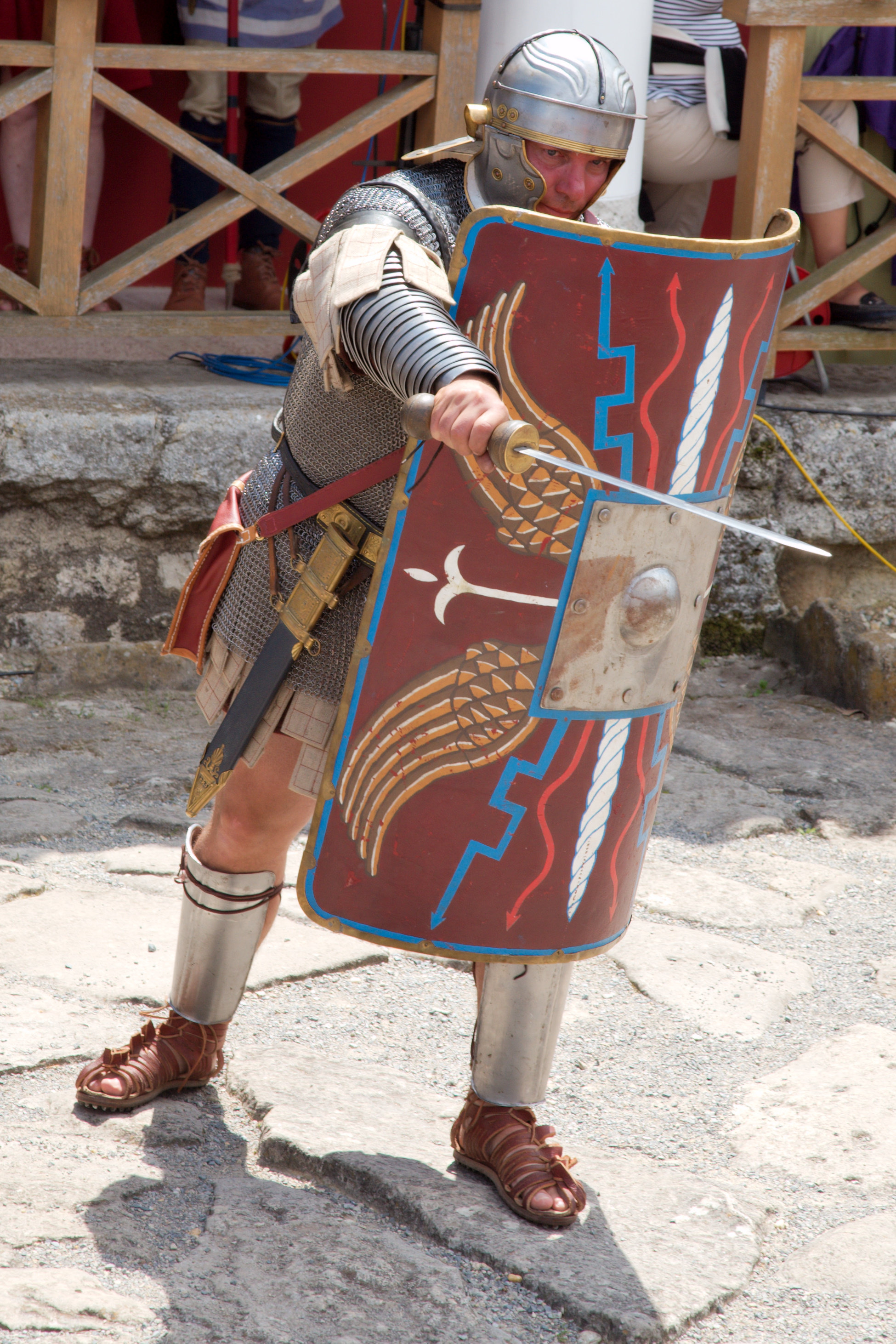
Rekonstrukce legionáře s chrániči paží (lorica manica)

Struktura armády zůstávala takřka stejná jako za pozdní republiky, třebaže v 1. století došlo k navýšení legionářů v první kohortě na 800 mužů, rozdělených do pěti posílených centurií. Páteř legie tvořila centurie, která se skládala z deseti stanových družstev po osmi lidech. Družstva spolu na taženích sdílela jeden stan, proto stanová. Centurii velel centurion a jeho zástupcem byl optio. Šest centurií tvořilo kohortu a deset kohort tvořilo legii, přičemž první kohorta měla v porovnání s ostatními dvojnásobný počet mužů. Každou legii doprovázela jízdní jednotka o sto dvaceti mužích, která se dělila na čtyři oddíly pod vedením dekurionů. Její členové sloužili především jako zvědové a poslové. Pomocné kohorty byly pak tvořeny příslušníky porobených provincií. Po ukončení pětadvacetileté služby jim bylo přiznáno římské občanství. Dělení bylo obdobné, jako u legií. Legionáři pohlíželi na vojáky pomocných sborů s despektem. Některé pomocné sbory se však v bojovém nasazení mohli plně srovnávat s legionáři.
Hlavní hodností v legii byl legát, který pocházel ze vznešené rodiny. Většinou třicátník až čtyřicátník, který po velel cca pět let v naději, že bude pak dále pokračovat v politické kariéře. Prefekt tábora, který předtím velel na nejčestnějším místě centuriona první centurie první kohorty, byl převážně zasloužilý a v boji zocelený veterán. V době nepřítomnosti legáta velel celé legii. Šest tribunů tvořilo velitelský sbor legie. Většinou šlo o muže do třiceti let z méně vznešených rodin, kteří vstupovali do armády, aby získali velitelské zkušenosti a mohli pak zaujmout postavení v nižších úřadech. První tribun však pocházel ze senátorské rodiny a byl předurčen pro vysokou politickou kariéru, případně k velení vlastní legie.
Kohorty byly před bitvou rozestavovány do dvou linií, na místo dřívějších tří. K postupnému vývoji docházelo i ve složení legie. Zatímco republikánské legie získávaly brance především z Itálie, legie za císařství se spoléhaly ve větší míře na rekruty z římských kolonií v provinciích. Odhaduje se, že za Augusta činil podíl Italů v legiích asi 65 %, ovšem ke konci Neronovy vlády se snížil na zhruba 49 % a za Hadriana poklesl na jedno procento. Přestože služba v legiích byla oficiálně povolena pouze římským občanům, někteří historikové se domnívají, že v určitých provinciích museli být do legií výjimečně vřazováni i provinciálové nemající římské občanství. Tato praxe se ještě prohloubila ve 2. století. Augustus zvýšil dobu, jíž musel voják odsloužit, na dvacet let. Žold legionářů kvůli setrvalé inflaci vzrostl za Domitiana na 300 denárů a na konci 2. století na 500 denárů ročně. Vojáci ale neobdrželi celý plat v hotovosti, protože se z něho odečítaly náklady státu na šacení a živení.
Auxilia byla reorganizována, takže značné množství spojeneckých barbarských vojsk bylo přetvořeno v stálé jednotky podobné legiím. Jejich vojáci však nikdy zcela nepřijali typizovanou výstroj a výzbroj jako legie, nýbrž si často ponechávali své vlastní. Počtem mužů se pomocné sbory vyrovnaly legiím, nicméně už na začátku 2. století je o polovinu převyšovaly. Služba v auxiliích přispívala k romanizaci jejích příslušníků, přičemž po odchodu z vojska jim bylo udělováno římské občanství, poskytující jim četné společenské výhody a umožňující jejich synům sloužit v legiích. Hadrianus vytvořil nové vojenské jednotky, nazývané numeri, které nebyly součástí římského vojska. Tyto oddíly se skládaly z asi 300 vojáků odvedených zpoza hranic říše, kteří si podrželi svoji vlastní výzbroj, organizaci a velitele. Numeri byly vysílány k průzkumu na nepřátelské území.
| Druh vojska        | Tiberius 24 | Hadrianus 130 | S. Severus 211 | Diocletianus 284 | Diocletianus 305 | Konstantin I. 337 | Notitia kolem 420 |
| ------------------ | ----------- | ------------- | -------------- | ---------------- | ---------------- | ----------------- | ----------------- |
| Legie              | 125 000     | 155 000       | 182 000        |                  |                  |                   |                   |
| Auxilia            | 125 000     | 218 000       | 250 000        |                  |                  |                   |                   |
| Pretoriánská garda | ~~5 000     | ~10 000       | ~10 000        |                  |                  |                   |                   |
| Celkem             | 255 000     | 383 000       | 442 000        | 350 000?         | 390 000          | 410 000?          | 350 000?          |

#### Barbarizace a vzrůst významu jezdectva

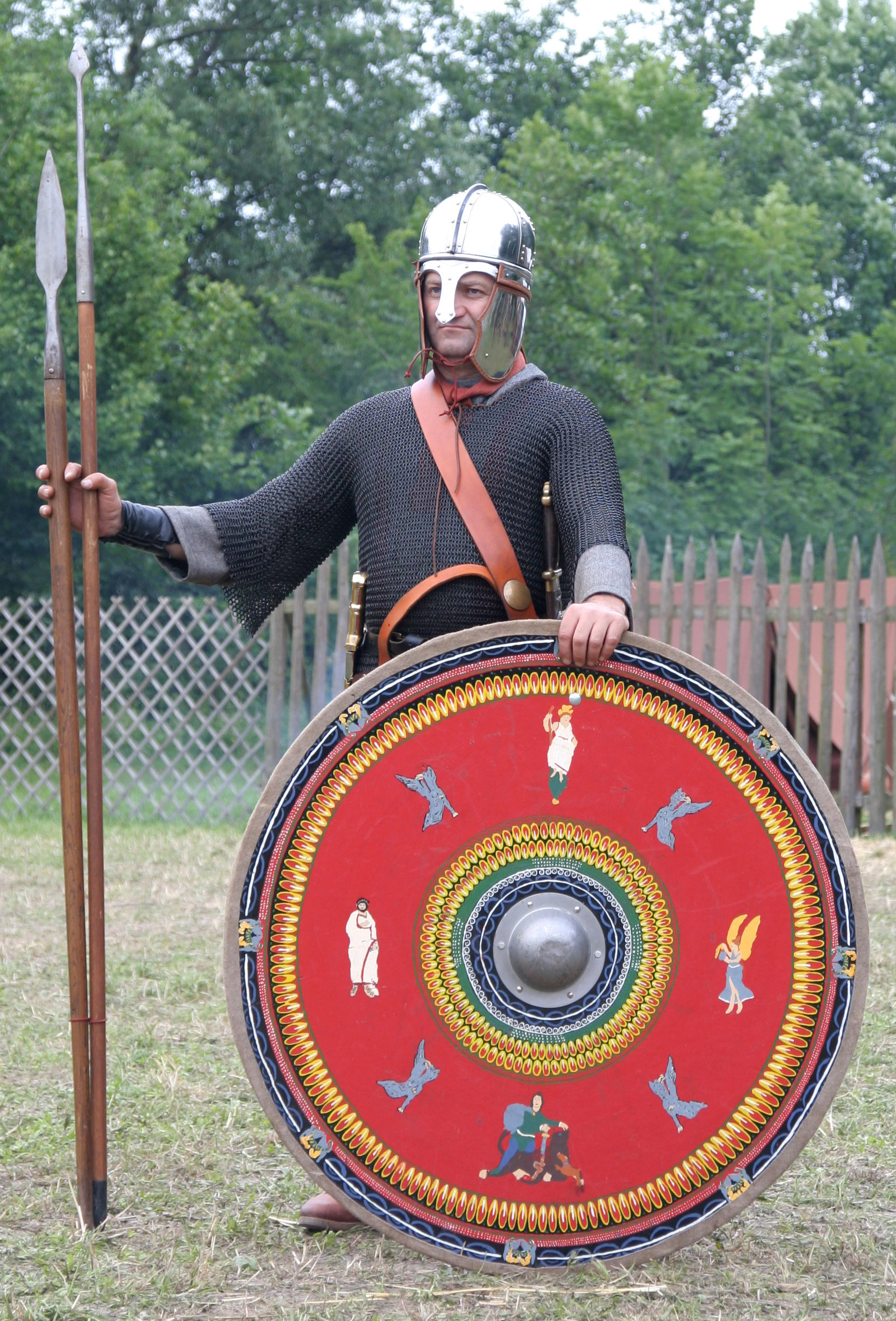
Rekonstrukce legionáře z konce 3. století

V roce 212 udělil Caracalla římské občanství všem obyvatelům impéria, čímž se smazaly dosavadní rozdíly ve složení legií a auxilií. Ve 3. století pocházela velká část římských vojáků z jen částečně romanizované Ilýrie. Římská armáda získávala stále více mužů z různých barbarských a polobarbarských národů žijících uvnitř říše. Charakter vojska byl určován zvyšujícím se množstvím rekrutů z provincií, vedoucím k jeho zřetelně se prohlubující barbarizaci. Tento jev byl doprovázen souběžně působící barbarizací velitelských kádrů, do nichž byl římským senátorům omezován přístup. O tom, zda tato regionalizace armády ovlivnila úpadek profesionalismu vojáků, se vedou spory. Pravděpodobnější příčinou poklesu disciplíny a morálky se však jeví rozhodnutí Septimia Severa, jenž legionářům dovolil uzavírat se svými ženami zákonné manželství a pobývat mimo vojenský tábor. Tento pohodlnější způsob života výrazně kontrastoval s někdejším přísným vojenským režimem.
Zvýšený tlak germánských kmenů a perských armád na hranice římské říše v období krize třetího století si vynutil řadu změn v římském vojenství. Potřeba mobilní zálohy přiměla císaře Galliena k provedení revolučního kroku vytvoření samostatného jízdního útvaru, odděleného od pěchoty. Poměr pěchoty a jezdectva postupně vzrostl ze čtyřiceti ku jedné za raného principátu na tři ku jedné na začátku 4. století, díky čemuž římské vojsko pružněji reagovalo na kritické situace. Vzniklé oddělené jízdní jednotky sestávaly z různých typů jezdectva, včetně catafractarii, clibanarii, což byla těžká jízda, zformovaná podle vzoru Peršanů, sagittarii (jízdní lučištníci) a promoti (legionářská jízda). Kolem roku 275 byl dále navýšen podíl katafraktů.

### Pozdní antika
V době pozdní antiky byly provedeny zásadní reformy, jež radikálně přetvořily strukturu a organizaci římské armády. Konkurující si požadavky přímé obrany hranic a potřeby rezervních sil ve vnitrozemí vedly k rozdělení vojska na dvě části. V rámci Diocletianem zavedené tetrarchie byl každý ze čtyř císařů doprovázen vybraným vojskem (comitatus), zcela nezávislým na útvarech rozmístěných při hranicích. Když se později Konstantin Veliký domohl vlády nad říší, bylo provedeno trvalé oddělení těchto mobilních polních jednotek (comitatenses), působících v týlu jako strategická záloha, od oddílů, které byly ponechány k obraně pohraničních pevností (limitanei, případně ripariensis). Za Konstantina byla dále zrušena pěší pretoriánská garda a místo ní byla ustavena jízdní palácová stráž (scholae palatinae), která se pohybovala v blízkosti císařů a současně fungovala jako ústřední záloha. Pohraniční i polní armády sestávaly z pěších a jízdních oddílů, ačkoli podle některých názorů byli jezdci více zastoupení v comitatenses. Navzdory rostoucímu významu jezdectva tvořili těžkooděnci nadále základní prvek římského vojska.

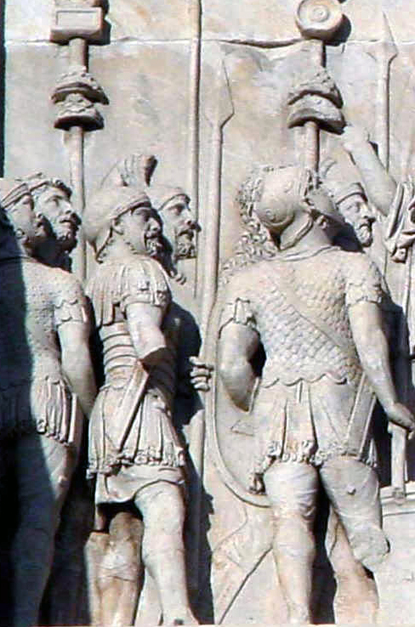
Římští vojáci znázornění na Konstantinově oblouku

Velikost legií limitanei i comitatenses byla podle někdejších vexilací zmenšena na pouhých 1000 mužů. Legie pohraničních vojsk jsou všeobecně považovány za kvalitativně podřadné jak ve srovnání s dřívějšími legiemi, tak vůči comitatenses. Přesto představovaly dvě třetiny veškeré branné moci pozdně římského císařství. Jejich úkolem bylo hlídání hranic před méně intenzivními nájezdy nepřátel. K odrážení vážnějších vpádů byly povolávány legie mobilních polních vojsk, příležitostně podporované císařskými scholae. Na rozdíl od limitanei měli příslušníci comitatenses vyšší žold. Rovněž se odívali v dokonalejší výzbroj, jež oproti ranému císařství prodělala určité změny. Na místo klasické galské helmice byla používána hřebenová přilbice, jejíž výroba byla snazší a levnější, avšak neposkytovala takovou ochranu jako galská helmice. Během 3. století se přestalo užívat klasické obdélníkové scutum, jež bylo nahrazeno oválným někdy i kulatým štítem pomocných sborů. Zhruba ve stejné době se obvyklou součástí výstroje staly kalhoty (bracae), které se původně vyskytovaly pouze u legií na severních hranicích. K ochraně trupu se užívalo standardní kroužkové zbroje. Aby mohla pěchota lépe čelit útokům jezdectva, musela se spoléhat na stále uzavřenější formace. Vedle meče byli tudíž pěšáci ozbrojeni i těžkým kopím (hasta), jež se k boji v těsnějším seskupení hodilo více než spatha.
Za principátu vstupovala do legií většina mužů z vlastního rozhodnutí. Povinné odvody však nebyly nikdy zrušeny, třebaže jich bylo využíváno pouze v naléhavých situacích, žádajících si dodatečné síly. S tím nápadně kontrastují poměry v pozdněřímské armádě, jež se skládala převážně z nuceně odvedených občanů, čímž byli postiženi především synové vojáků a veteránů, kteří konali vojenskou povinnost ze zákona. Přesto celé vrstvy římské společnosti byly z působení v armádě vyloučeny, neboť stát neměl zájem snižovat své daňové příjmy omezováním již tak nedostačujících pracovních sil. V důsledku toho se ve 3. století rozšířilo najímání různých germánských, sarmatských, arabských, arménských nebo berberských žoldnéřů, pročež služba v legiích přestávala být výhradní záležitostí římských občanů. Proces začleňování jednotlivých neřímských vojáků do římské armády se prohloubil za Konstantina Velikého a dále se zintenzivňoval. Někteří zajatí barbaři, případně i dobrovolníci, kteří byli nazýváni laeti, byli usazeni na římské půdě, jíž obdělávali, a museli sloužit ve vojsku.

Vzor štítu legie Germaniciani iuniores podle Notitia Dignitatum

Nedostatek lidských zdrojů se projevil obzvláště naléhavě po sérii vojenských pohrom ve druhé polovině 4. století. S germánskými kmeny Franků a později Gótů byly proto uzavřeny spojenecké smlouvy, podle nichž se tito tzv. federáti (foederati) směli usídlit na římském území a za to se zavazovali poskytovat římské armádě rekruty, eventuálně samostatně bojovat pod svými náčelníky na straně Římanů. Tento postup navazoval na dřívější praxi, kdy Římané uzavírali federátní smlouvy se skupinami barbarů nebo s celými kmeny, obývajícími teritoria za hranicemi římské říše. Ovšem foederati nepředstavovali příliš spolehlivou vojenskou sílu, jelikož často sledovali vlastní cíle. V 5. století germánské vpády vyvolané stěhováním národů zcela rozrušily systém obrany západořímské říše a zvýšily její závislost na foederati, což nakonec přispělo k jejímu zhroucení.
Vlivem vojenských trendů, vyznačujících se rostoucí důležitostí jezdectva a zvětšujícím se důrazem na vrhací zbraně, reprezentovaným vyšším podílem lučištníků v řadách pěchoty, nastal úpadek tradičního pojetí legionářského těžkooděnce. Vybavení pěšáků se stávalo lehčí, čímž byla posilována jejich pohyblivost na úkor jejich ochrany. V souvislosti s proměnou složení pozdněřímského vojska pozbývala existence legie své opodstatnění. Ještě na počátku 5. století byly v soupisu úřadů Notitia Dignitatum uvedeny názvy desítek legií. Nicméně v průběhu dalších sto padesáti let došlo k pozvolnému vymizení tohoto vojenského útvaru. Poslední prokazatelné zmínky o legiích pocházejí z doby vlády východořímského císaře Maurikia na konci 6. století.

## Hierarchie
Následující seznam uvádí posloupnost hodností v legii za raného principátu.
Důstojníci
- Legatus legionis: velitel legie byl ustavován císařem. Tuto hodnost mohl zastávat pouze římský senátor, který už dříve působil jako tribun. Velení vykonával obvykle tři nebo čtyři roky, avšak vyloučeno nebylo ani delší služební období. V provincii s jedinou legií byl legát zároveň provinciálním místodržitelem, zatímco v provincii s více legiemi měla každá legie svého legáta a vrchní velení nad veškerou brannou mocí v provincii náleželo jejímu místodržiteli.
- Tribunus laticlavius: byl pojmenován podle tógy se širokým pruhem, značícím příslušníka senátorského stavu. Tento tribun byl dosazován císařem nebo senátem. Třebaže byl mladší a méně zkušený než tribuni angustaclavii, patřilo mu v hierarchii legie druhé místo hned za legátem. Jestliže legát padl v bitvě, přebíral za něho tribun velení. Za republiky byl výkon této hodnosti prvním, přestože nikoli nezbytným stupínkem v kariéře římského politika (cursus honorum).
- Praefectus castrorum: táborový prefekt byl zpravidla veterán, jenž dříve působil jako centurio a primus pilus a dovršil dvacet pět let služby v legiích. Vzhledem ke svým zkušenostem zaujímal v boji postavení druhého nejvyššího velitele, ačkoli byl nižšího společenského původu než tribunus laticlavius.
- Tribuni angusticlavii: každá legie disponovala pěti vojenskými tribuny z řad jezdců. Mnohdy se jednalo o důstojníky z povolání, kteří zastávali důležité administrativní úkoly. Při střetnutí sloužili rovněž jako velitelé jednotlivých taktických útvarů.
- Primus pilus: první centurio byl velícím centurionem první kohorty a nejvyšším centurionem celé legie. Služba v této hodnosti zaručovala po propuštění z legie vstup do jezdeckého stavu.

Nižší důstojníci
- Pilus prior: centurio první centurie každé kohorty kromě první byl velícím centurionem kohorty, jemuž podléhali ostatní centurioni.
- Centurio: legie měla 59 nebo 60 centurionů a každý z nich velel jedné centurii (setnině). Setníci tvořili páteř legie. Jednalo se o profesionální vojáky z povolání, kteří řídili každodenní činnost legionářů a veleli jim v bitvách. Obyčejně prošli tito vojáci nejprve nižšími hodnostmi, než se díky své zdatnosti a zkušenostem vypracovali na centuriony. V některých případech byli jmenováni přímo císařem nebo některým vysoce postaveným úředníkem. Srovnání centuriona s některou z dnešních vojenských hodností je problematické, neboť setnina svou velikostí zhruba odpovídala dnešní četě (40 mužů) resp. rotě (150 mužů). Přibližně ekvivalentní k centurionovi by tak byly hodnosti poručíka, nadporučíka a kapitána.

Poddůstojníci (principales)
- Aquilifer: byla velice prestižní a důležitá hodnost, protože ten, kdo ji vykonával, nesl orla (aquila) či jiný symbol legie. Tato pozice byla proto obsazována zkušenými veterány. Ztráta orla byla pokládána za největší potupu.
- Signifer: každá centurie měla jednoho signifera, který vyplácel vojákům žold a nosil signum, medailemi ozdobené kopí, na jehož vrcholu se tyčila otevřená ruka jako symbol loajality vojáků.
- Optio: se nazýval legionář, jehož si centurio vybral jako svého zástupce.
- Cornicen: trubač se pohyboval v blízkosti signifera. Zvukem vyluzovaným ze svého rohu upoutával pozornost vojáků k signu a zprostředkovával rozkazy důstojníků.
- Imaginifer: nesl standartu s obrazem císaře (imago) jako stálou připomínku věrnosti vojáků.
- Tesserarius: velitel stráží (případně „strážce hesla“) zastupoval optia.

Nejnižší hodnosti
- Immunes: byli déle sloužící vojáci vycvičení ve speciálních dovednostech, pročež působili jako chirurgové, ženisté, průzkumníci, stavitelé nebo řemeslníci. Z toho důvodu nemuseli vykonávat těžké práce a běžné povinnosti.
- Miles gregarius: byl řadový legionář.
- Tirones: čerstvě odvedený rekrut. Po šesti měsících služby povýšil na řadového legionáře.

## Udržování kázně
Při vstupu do legií složil římský občan vojenskou přísahu (sacramentum), která byla určena původně senátu a římskému lidu, později veliteli a císaři. Říman se touto přísahou zavazoval k řádnému plnění podmínek služby a současně se zříkal svého občanského práva na odvolání proti trestu smrti. Stával se tak subjektem zcela podřízeným vůli velitele. Disciplína v římské armádě byla udržována podle dnešních standardů extrémně tvrdými způsoby. Zejména republikánské vojsko bylo proto pověstné ukázněností, neboť legionáři se museli řídit nařízeními a rozkazy, jejichž striktní dodržování bylo zajišťováno propracovanou soustavou trestů.
Nejběžnější druhy trestů, ukládané za méně závažné přečiny, zahrnovaly zmenšení denního přídělu potravin, úder centurionovou holí (castigatio), uložení dodatečné povinnosti (munerum indictio) nebo přeložení k podřadnější službě (militiae mutatio). Těžší provinění byla trestána pokutou a srážkou ze žoldu (pecunaria multa), snížením hodnosti (gradus deiectio), ztrátou výhod získaných délkou služby, bezectným propuštěním ze služby (missio ignominiosa) nebo veřejným bičováním či mrskáním.
- Fustuarium byl trest za dezerci nebo zanedbání povinností. Voják při něm mohl být buď ukamenován, nebo ubit k smrti palicemi vlastních spolubojovníků, jejichž životy vystavil ohrožení. Trest byl prováděn před nastoupenou legií. Jestliže se vojákovi podařilo potrestání uniknout, nebyl pronásledován, nicméně ztratil právo na oheň a vodu, takže se stával vyhnancem.
- Decimace (decimatio) byl velmi krutý a jen zřídkakdy uplatňovaný trest, užívaný pouze v extrémních případech zbabělosti nebo vzpoury. Každý desátý muž centurie, kohorty, nebo dokonce celé legie, náhodně vybraný při losování, byl ubit nebo ukamenován ostatními členy svého útvaru. Zbylí vojáci byli poté nuceni přespávat mimo vojenský tábor a v některých případech museli znovu vykonat vojenskou přísahu.
- Rozpuštění celé legie byla další forma potrestání vzbouřených vojáků. Docházelo k němu velice výjimečně a jednalo se spíše o politické opatření, postrádající ryze sankční charakter. Hrozba rozpuštění byla někdy užívána jako nástroj, jenž přivedl k poslušnosti legionáře dožadující se větší mzdy nebo lepších podmínek.

## Kastrametace

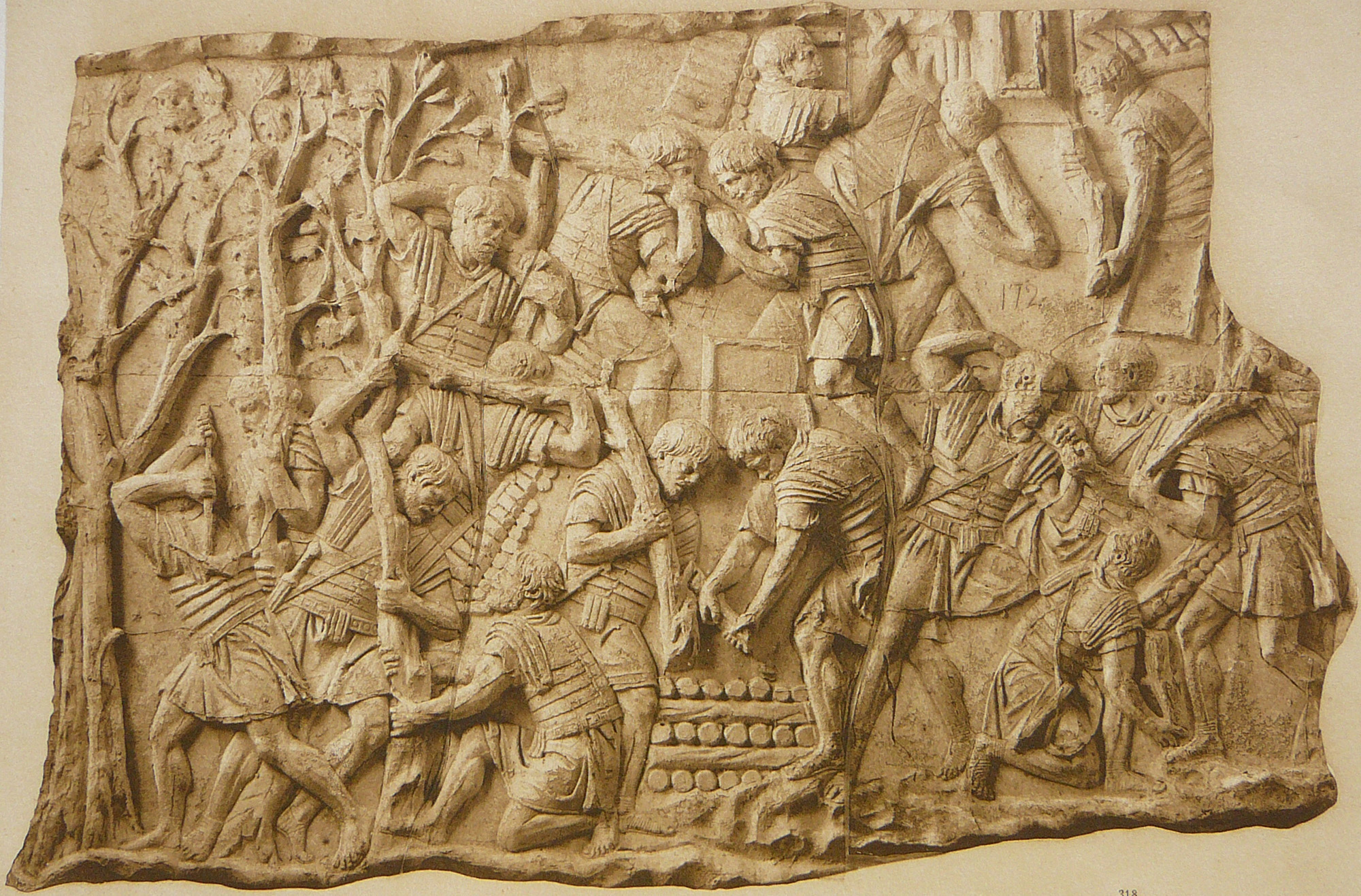
Římští ženisté znázornění na reliéfu Trajánova sloupu

Na počátku císařství disponovala každá legie určitým vojenským táborem jako svou stálou základnou. Během vojenských výprav na nepřátelské území stavěli legionáři vždy po skončení každodenního pochodu opevněný tábor (castrum), v němž mohli v bezpečí přenocovat. Tento postup se nazýval kastrametace. Výběr vhodného místa měli na starosti průzkumníci pohybující se před hlavním vojem. Vlastní zřizování tábora řídily zvláštní ženijní jednotky (immunes), které si k jeho stavbě mohly vyžádat nezbytné množství pracovních sil. Obvykle třetina až polovina vojáků držela stráž, zatímco zbytek se věnoval práci. I za nepřátelského útoku dokázali legionáři vybudovat tábor za tři až čtyři hodiny.
Nářadí a vybavení nezbytné ke kopání si každý legionář musel nést sám. Jako stavební materiál sloužila půda, drny a dřevo. Tábor byl nejdříve vyměřen, načež vojáci začali hloubit příkop. Získanou zeminu použili k navršení obranného valu, do nějž zabodli pila muralia, čímž vznikla asi metr vysoká palisáda. Následně se vytyčily ulice a náměstí. Nakonec byly vztyčovány kožené stany, které poskytovaly přístřeší vždy osmi mužům v contubernii a jejichž dopravu zabezpečovali mezci. Tábor měl obdélníkový tvar se zakulacenými rohy, přičemž na každé straně se nacházela brána. Pokud měla legie v táboře strávit delší čas, byly postaveny také věže.